# Pierre Trudeau
Pierre Philippe Yves Elliott Trudeau (ur. 18 października 1919 w Montrealu, zm. 28 września 2000 tamże) – dwukrotny premier Kanady z ramienia Partii Liberalnej od 20 kwietnia 1968 do 3 czerwca 1979 i od 3 marca 1980 do 30 czerwca 1984, ojciec Justina Trudeau.

## Życiorys
Był wszechstronnie wykształconym człowiekiem. W czasie swych ponad dziesięcioletnich studiów zdobył pięć dyplomów: najpierw bakałarza, następnie dyplom prawa Uniwersytetu Montrealu w 1943, magistra ekonomii politycznej na Uniwersytecie Harvarda w 1945. Studia kontynuował w École des sciences politiques w Paryżu w latach 1946–1947 i London School of Economics w latach 1947–1948. W 1971 poślubił Margaret Sinclair, z którą miał trzech synów. Rozwiódł się w 1984. Od 1943 praktykował prawo, w latach 1949–1951 zasiadał w Radzie Królewskiej. W latach 1961–1965 pracował naukowo i wykładał na swym macierzystym uniwersytecie w Montrealu.
Zrobił szybką karierę polityczną w Partii Liberalnej. W 1967 został ministrem sprawiedliwości w rządzie Lestera Pearsona. Jedną z jego decyzji było usunięcie z kodeksu karnego paragrafu uznającego kontakty homoseksualne za przestępstwo. Po przejściu na emeryturę swego wielkiego poprzednika, Trudeau objął fotel premiera na ponad szesnaście lat. W czasie swych długich i dramatycznych rządów zmienił oblicze Kanady, doprowadzając ją do pełnej suwerenności.
Doprowadził do uznania statusu obu języków: angielskiego i francuskiego jako oficjalnie równoprawnych. Zasłużył się także na polu równouprawnienia kobiet. Za jego czasów kobiety zostały po raz pierwszy przewodniczącymi Senatu, Izby Gmin oraz objęły stanowisko gubernatora generalnego.
Od czasów po 2 w.ś był najdłużej urzędującym premierem Kanady.
Z jego urzędowaniem wiążą się dwa istotne procesy, w pewien sposób związane z sobą, które kształtowały kanadyjskie życie społeczne w latach osiemdziesiątych i wywarły olbrzymi wpływ na dzisiejszy kształt państwa. Pierwszym był frankofoński separatyzm, drugim multikulturalizm (patrz: Historia Kanady).
Był charyzmatycznym, lecz także kontrowersyjnym przywódcą. W sposobie ubierania preferował nieformalny styl, np. długie włosy i sandały, często doprowadzając tym do irytacji konserwatywnie nastawionych polityków w Kanadzie i za granicą.
Znany był też z emocjonalnego charakteru i nie przykładania wagi do sztywnych etykiet dyplomatycznych. Nie potrafił się powstrzymać przed obscenicznymi gestami wobec demonstrantów w Brytyjskiej Kolumbii. Popularne jest też zupełnie przypadkowe zdjęcie w czasie zjazdu przywódców państw G-7 w Londynie w 1977. Na oficjalnym bankiecie dla przywódców państw wydanym przez królową Wielkiej Brytanii, Elżbiety II, Trudeau wychodzac ostatni, za grupą pozostałych liderów w towarzystwie królowej, zakręcił krótkiego pirueta. To przypadkowe zdjęcie obiegło potem wiele gazet. Premier Pierre Trudeau miał duży respeckt i dozę sympatii wobec Elżbiety II, co powtarzał w swoich „Pamiętnikach”
Za jego czasów Kanada prowadziła bardzo niezależną politykę międzynarodową. Był pierwszym zachodnim politykiem odwiedzającym komunistyczne Chiny. Kanada nie poparła też wojny w Wietnamie. Co więcej, udzielała azylu politycznego Amerykanom zbiegłym do Kanady przed powołaniem do wojska. Wywołało to ostrą reakcję amerykańską. Prezydent Richard Nixon nie znosił Trudeau, uważając go za socjalistę i obdarzył go publicznie wulgarnym epitetem that asshole („ten dupek”). W latach 1981–1982 Trudeau systematycznie odmawiał jednoznacznego potępienia stanu wojennego w Polsce i krytyki Wojciecha Jaruzelskiego.
Do grona swych osobistych przyjaciół zaliczał Barbrę Streisand, Jimmy’ego Cartera i Fidela Castro.
Zmarł 28 września 2000 roku w Montrealu i został pochowany w rodzinnym grobowcu na St-Remi-de-Napierville Cemetery w Saint-Remi.